# Fortezza di Magonza
La fortezza di Magonza (in tedesco: Festung Mainz) è un insieme di fortificazioni della città di Magonza, in Germania, in gran parte smantellata dopo la prima guerra mondiale. Alla fine delle Guerre napoleoniche, sulla base dei termini della Pace di Parigi del 1815, il controllo di Magonza passò alla Confederazione Germanica e divenne parte di quella catena strategica di fortezze poste al confine con la Francia per proteggere la Confederazione. Con la dissoluzione della Confederazione e la Guerra austro-prussiana, il controllo della fortezza passò dapprima alla Prussia e poi, dall'unificazione della Germania nel 1871, all'Impero tedesco.

## Storia

### Dalle prime fortificazioni al Settecento

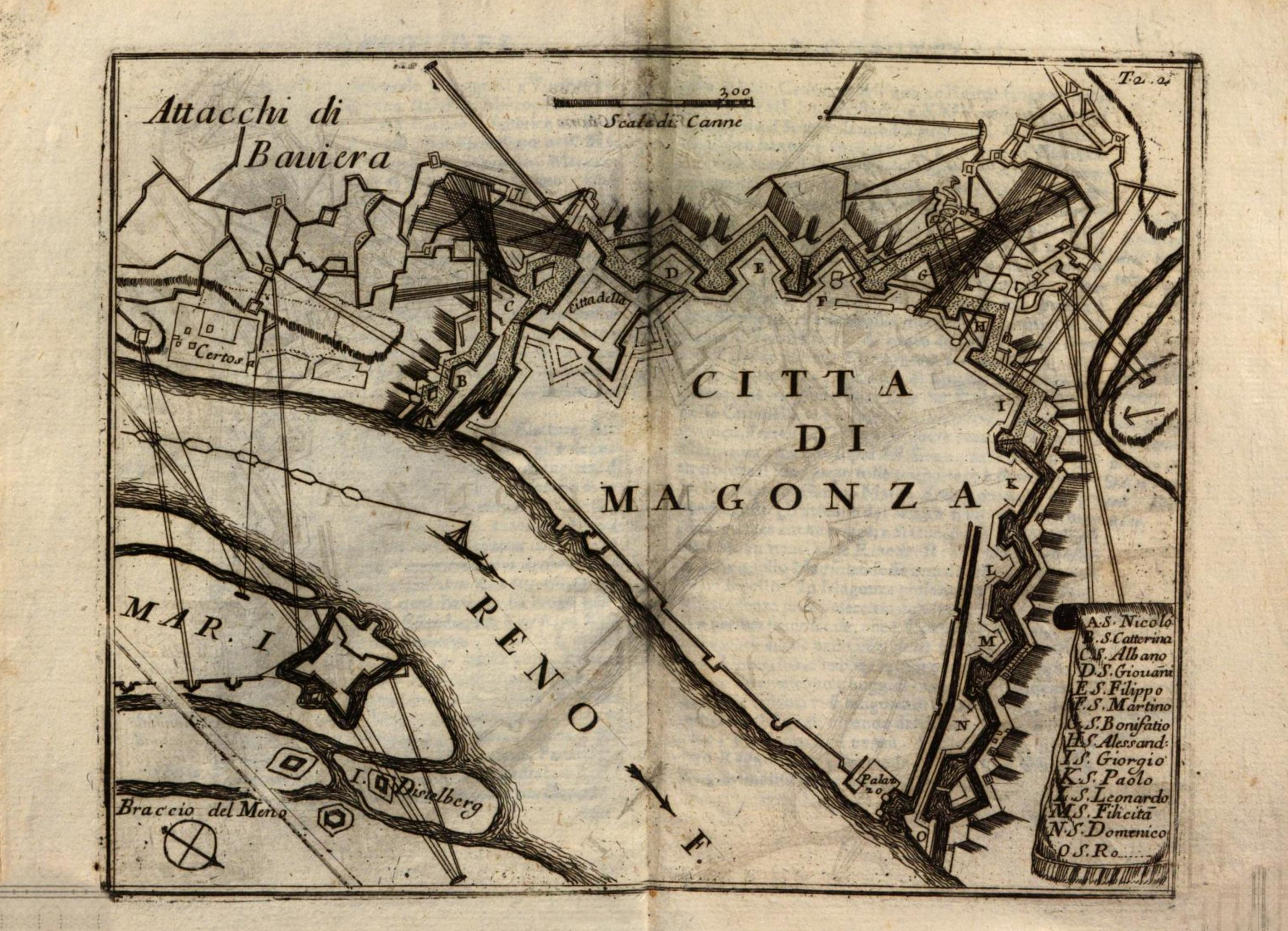
I sedici bastioni della Fortezza di Magonza nel 1697, incisione del XVIII secolo

Le prime fortificazioni moderne vennero costruite a Magonza ad opera dell'ingegnere militare Johann Schweikhard von Kronberg a partire dal 1619. Il sistema di mura medievali di cui la città di Magonza era già circondato, infatti, doveva necessariamente essere rinforzato ed adeguato alle nuove tecnologie e tecniche di guerra. Il Mont San Giacomo, un punto estremamente importante al confine della città, venne dotato in quel periodo di un forte, lo «Schweickhardtsburg», per ragioni strategiche. Tuttavia, il principato episcopale di Magonza non aveva modo di ospitare nelle sue fortificazioni un numero di uomini necessario ad avere una difesa appropriata per la città, a tal punto che il re Gustavo II Adolfo di Svezia poté travolgere la città il 23 dicembre 1631. L'occupazione svedese perdurò sino al gennaio del 1636. Fu durante questo periodo che gli svedesi, per loro fini, rinforzarono le difese della città facendo costruire il forte di Gustavsburg, non lontano dal fiume Meno.
Con la fine della Guerra dei Trent'anni, il principe Johann Philipp von Schönborn fece di Magonza una vera e propria fortezza. Tra il 1655 ed il 1675, egli fece realizzare 16 bastioni che andarono a formare una vera e propria trincea a glacis attorno a Magonza. Venne costruita inoltre una cittadella logistica sulla cima del monte Saint-Jacob che andò a rimpiazzare il forte di Schweickhardtsburg come quartier generale.
Le truppe d'invasione della Guerra della Lega di Augusta si presentarono davanti a Magonza nel 1689. Malgrado le fortificazioni recenti della città, l'arcivescovo Anselm Franz von Ingelheim preferì capitolare, non potendosi opporre con una guarnigione di 800 soldati ad un esercito di 2000 soldati francesi.
Protetto di Louvois, Nicolas Chalon du Blé, durante la reggenza francese, venne incaricato di rivedere le fortificazioni di Magonza in previsione di un possibile contrattacco dell'esercito imperiale che difatti si ebbe il 16 giugno di quello stesso 1689 al comando del duca Carlo V di Lorena. Magonza venne liberata dopo tre mesi di assedio e di bombardamenti l'8 settembre 1689. Subì in seguito ulteriori danni dalla campagna di devastazione delle città del Palatinato ordinata da Louvois dopo la ritirata delle truppe francesi dall'area.

### Il XVIII secolo ed il ruolo nelle guerre rivoluzionarie francesi
Dal 1710 al 1730, il principe Lothar Franz von Schönborn e l'architetto militare Maximilian von Welsch fecero costruire una seconda cintura di fortificazioni attorno alla città che erano composte da cinque forti ulteriori avanzati (detti Schanze), collegati da passaggi sotterranei (casematte) con il centro logistico della fortezza sulla cittadella. In ragione del pericolo di una nuova invasione francese, Philipp Karl von Eltz permise nuove fortificazioni alla città di Magonza con la costruzione del nuovo arsenale cittadino.
(Jean-Louis Gay de Vernon, Mémoire sur les opérations militaires ... pendant les années 1792 et 1793)
Coi nuovi ampliamenti, la fortezza di Magonza seppe includere finalmente una guarnigione degna delle esigenze di difesa della città, ma si arrese senza combattere nel 1792 quando l'esercito rivoluzionario francese le si parò davanti dopo lo scoppio delle guerre rivoluzionarie francesi.

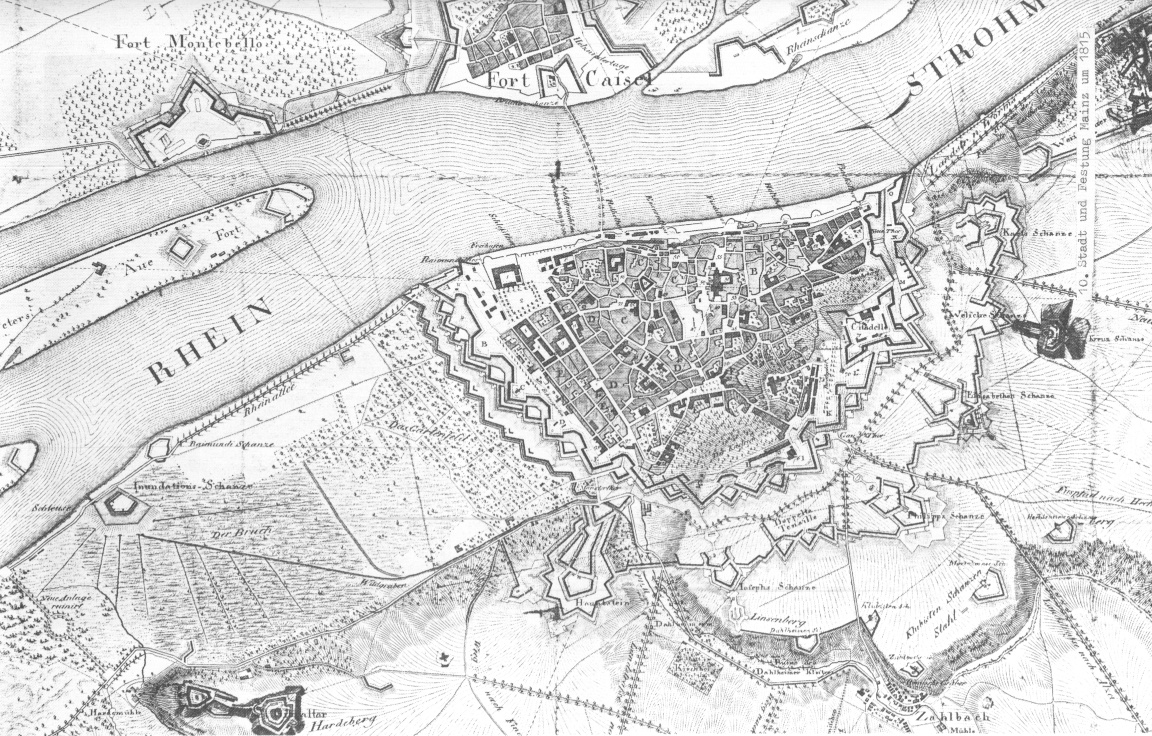
La fortezza di Magonza con il ponte sul Reno; di fronte l'Isola di San Pietro ed il Forte Montebello.

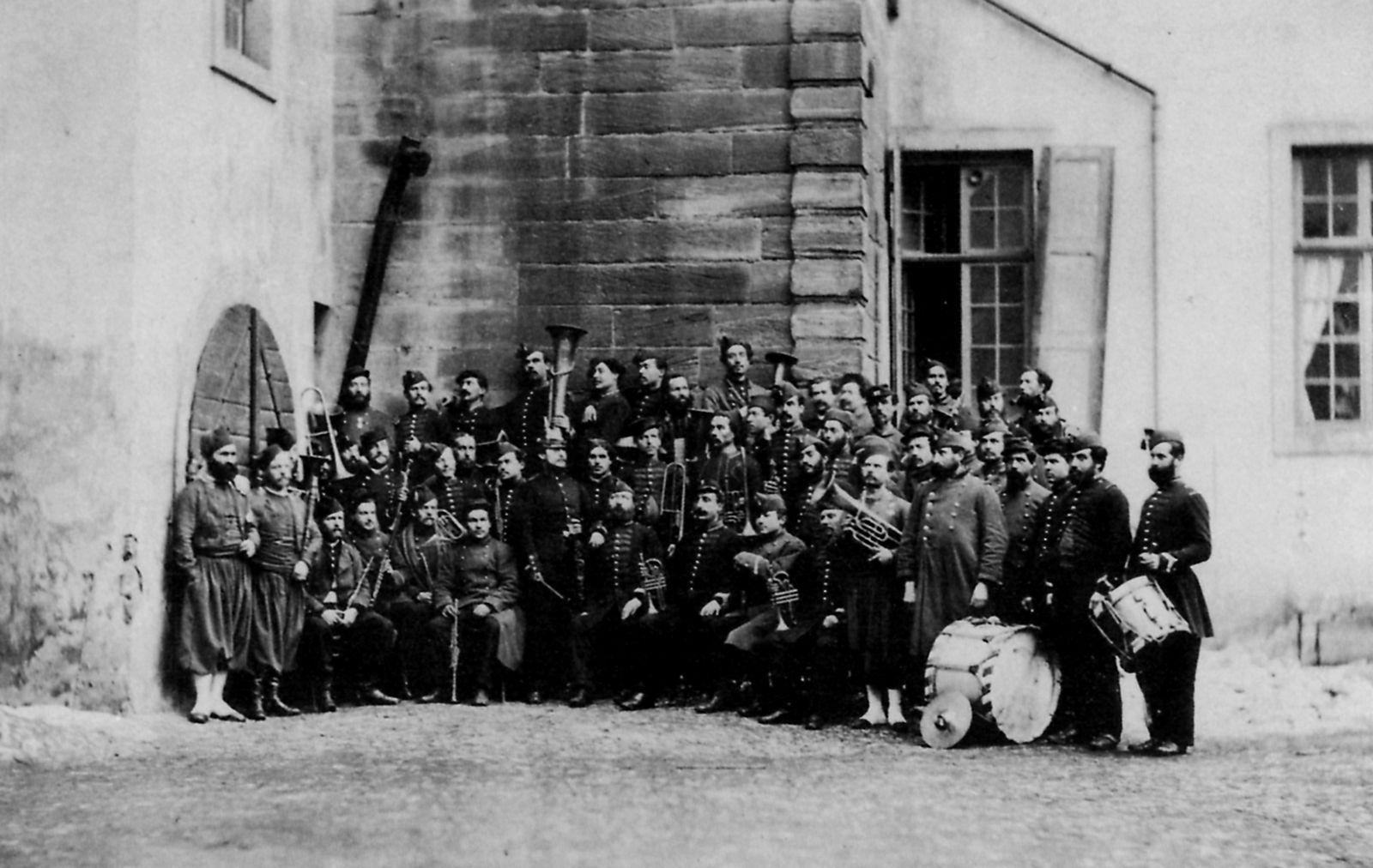
Prigionieri francesi della guerra franco-tedesca del 1870 a Magonza.

Nel 1793, la fortezza di Magonza venne nuovamente occupata dalle truppe tedesche. Solamente qualche anno più tardi, col Trattato di Campoformio, la città e la fortezza vennero riconquistate dai francesi. Sotto il successivo governo di Napoleone, quella di Magonza divenne la più importante fortezza del Reno sulla nuova frontiera con la Francia a est.
(Napoleone Bonaparte)
La fortezza di Magonza venne fortificata ulteriormente per ordine di Napoleone su progetto dell'ufficiale del genio Simon François Gay de Vernon e del colonnello del genio Clément. Col ritiro della Grande armée da Magonza nell'autunno del 1813, la città e la fortezza furono le prime ad essere abbandonate anche a causa dello scoppio di un'epidemia di febbre tifoidea scoppiata presso la popolazione proprio per la presenza dei militari.

### L'Ottocento

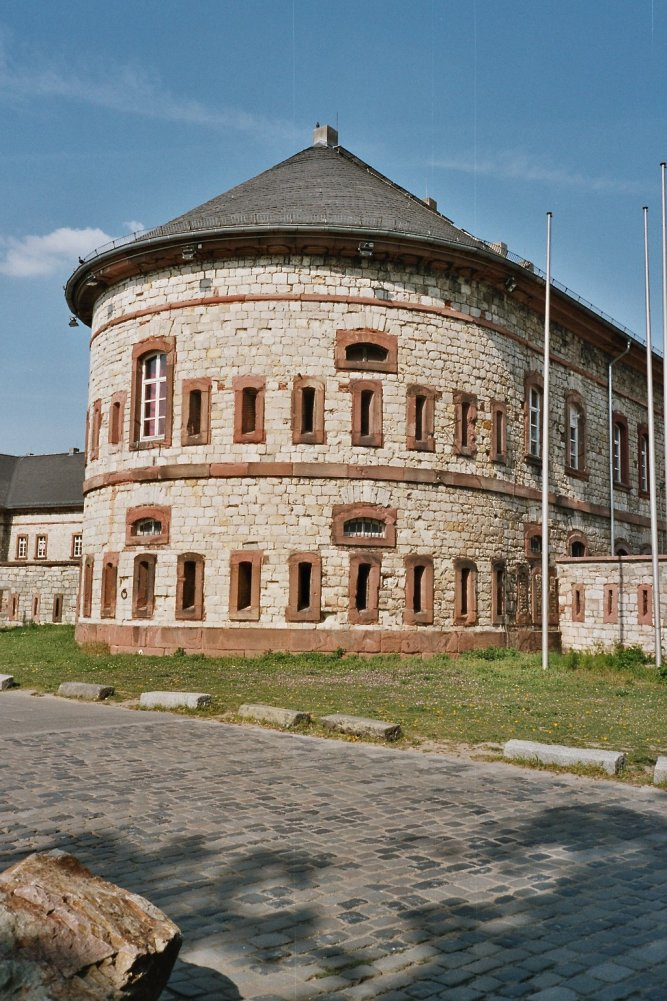
Un fortino esterno costruito quando la fortezza divenne di proprietà della Confederazione Germanica.

Nella riorganizzazione della Germania da parte del Congresso di Vienna, Magonza e le aree circostanti tra cui la fortezza passarono nel territorio del nuovo Granducato d'Assia. Il 30 giugno 1816 venne siglata la presa di possesso definitiva. Nella fortezza si portarono circa 7.000 soldati, ma essa arrivò a stiparne fino a 20.000 per esigenze di difesa dello stato: essi erano prevalentemente austriaci e prussiani oltre ad un reggimento di fanteria assiano.
Gli stati tedeschi vedevano la fortezza di Magonza come un importante baluardo per la difesa del confine con la Francia occidentale e quindi contribuirono attivamente al suo mantenimento. Il capo della direzione del genio locale venne nominato nella persona di Franz Scholl il quale inaugurò un periodo di sei anni di ristrutturazioni ed ampliamento della struttura che gli fece assumere una forma maggiormente poligonale per adattarla alle nuove esigenze militari. Gli edifici principali vennero fortificati a prova di bomba. Nel 1845 venne costruito un nuovo forte sul Petersaue.
Magonza, inoltre, era ora un presidio permanente e quale comandante venne nominato il conte Carlo di Castell-Castell e fu durante la sua direzione della fortezza che vennero costruiti molti nuovi edifici che ancora oggi sono visibili: il forte di Weisenau nel Volkspark, il Proviantmagazin presso la Schillerplatz, il Forte Giuseppe ed il Forte di Bingen, edifici in gran parte oggi occupati dall'Università di Magonza. Il Forte di Bingen, posto accanto al Forte Maria, il Forte Giuseppe ed il Forte Gonsenheim formava così un anello di fortificazione attorno a Magonza intera.
Nel 1866 vennero costruite le prime caserme stabili per accogliere i soldati della fortezza, riconvertendo la più antica Caserma Schönbornhof e riadattandone gli spazi interni. Dal 10 al 14 giugno, i prussiani e gli austriaci lasciarono la città per decisione della Confederazione Germanica, venendo sostituiti da truppe della Baviera, del Sassonia-Meiningen e da 12.000 soldati assiani. 

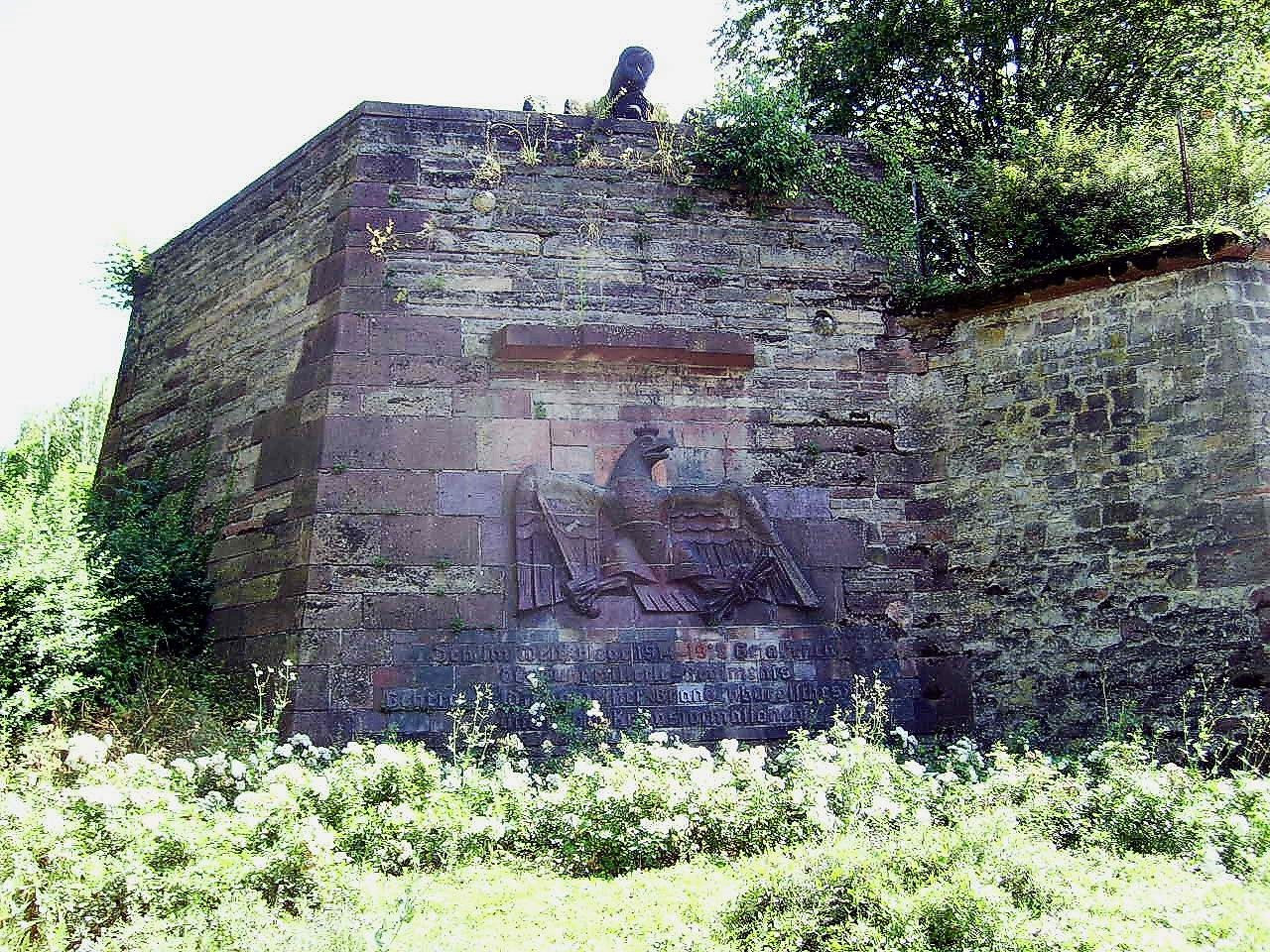
Un'aquila imperiale tedesca scolpita su un muro esterno del Forte Giuseppe a Magonza

Durante la Guerra austro-prussiana (20 luglio - 26 agosto 1866) il bavarese conte Ludwig von Rechenberg und Rothlowe venne nominato governatore della fortezza di Magonza, ma fu costretto a cederla ai prussiani in quello stesso anno e qui si accorse delle problematiche che essa comportava: rispetto alle altre fortificazioni, quelle di Magonza presentavano ancora forme troppo antiquate e quindi si resero necessari nuovi lavori di sistemazione e di ampliamento della struttura che consentirono di costruire un nuovo muro difensivo per la città che come tale venne accollato nelle spese alla città stessa per un costo di 4.000.000 di fiorini (la città ne spese altri 22.000.000 poi per l'ampliamento della città). Lo spostamento della fortezza verso l'esterno, consentì alla città di espandersi per altri 122 ettari.
Il 18 marzo 1904 il gabinetto imperiale di Guglielmo II, verificata ormai la non necessità di mantenere in piedi le mura di Magonza ed il fatto che la città aveva necessità di espandersi ulteriormente, decise di abbatterle e con questo fatto esse vennero rase al suolo, come buona parte della fortezza che comunque non cessò di continuare ad essere un presidio militare sul confine. Il ruolo militare della fortezza di Magonza cessò solo con la caduta dell'Impero tedesco e la fine della prima guerra mondiale nel 1918.

## Governatori della fortezza di Magonza

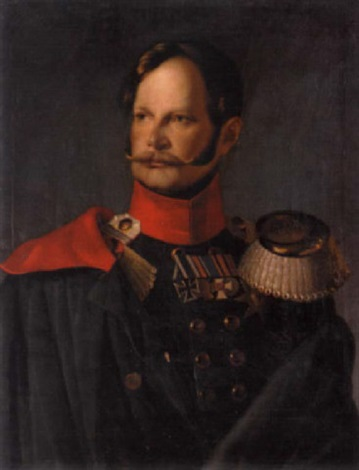
Il principe Guglielmo di Prussia, futuro Guglielmo I di Germania, fu governatore della fortezza di Magonza dal 1851 al 1858

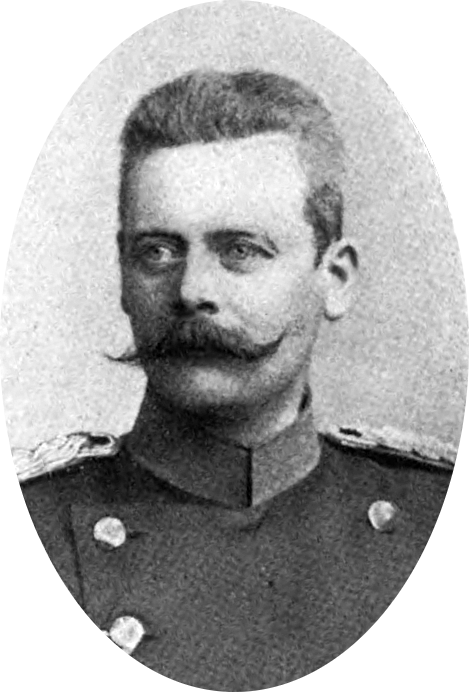
Il generale Friedrich von Schele sovrintese alla prima parte dei lavori di demolizione delle mura della fortezza nel 1904

### Dal 1815 al 1866
- Johann Maria Philipp Frimont von Palota, nel 1815, primo governatore di Magonza dopo l'abbandono della fortezza da parte dei francesi
- Carlo d'Asburgo-Teschen dal 1815 al 1829
- Ferdinando Federico Augusto di Württemberg, dal 1829 al 1834
- Principe Federico Guglielmo Carlo di Prussia (1783–1851), dal 1834 al 1839; zio del futuro imperatore Guglielmo I di Germania.
- Filippo Augusto Federico d'Assia-Homburg, dal 1840 al 1848
  - Vittorio di Leiningen-Westerburg-Altleiningen, vicegovernatore dal 1844 al 1848
- Heinrich von Hüser, dal 1848 al 1849
- Alberto d'Asburgo-Teschen, dal 1849 al 1851
- Principe Guglielmo di Prussia, futuro Guglielmo I di Germania, dal 1851 al 1858, residente a Coblenza
- Heinrich Hans Wilhelm von Reitzenstein (1796–1865), dal 1858 al 1859
- Alfred von Windisch-Graetz dal 1859 al 1862
  - Franz Xaver von Paumgartten vicegovernatore dal 1859 al 1864
- Guglielmo Francesco d'Asburgo-Teschen, dal 1862 al 1864
- Principe Carlo di Prussia, dal 1864 al 1866

### Dal 1866 al 1918
- Generale di cavalleria Woldemar von Schleswig-Holstein-Sonderburg-Augustenburg, (1866–1871)
- Generale di fanteria Leopold Hermann von Boyen, (1871–1876)
- Generale di fanteria Gustav von Pritzelwitz, (1875–1880)
- Generale di fanteria Wilhelm von Woyna, (1880–1886)
- Tenente generale conte Karl Friedrich Wilhelm Hermann Albert Alexander von Schlippenbach, (1886–1887)
- Generale di cavalleria Hugo von Winterfeld, (1887–1888)
- Generale di fanteria von Reibnitz, (1888–1893)
- Tenente generale Paul von der Planitz, (1893–1894)
- Generale di fanteria Albert von Holleben, (1894–1898)
- Generale di fanteria Paul von Collas, (1898–1903)
- Tenente generale barone Friedrich von Schele, (1903–1904)
- Generale di fanteria von Voigt, (1904–1908)
- Generale di fanteria Konrad Ernst von Goßler, (1908–1911)
- Generale di cavalleria conte von Schlieffen, (1911–19..)
- Generale di fanteria Hugo von Kathen, (1914-1918)

## Forze militari presenti nella fortezza
1688
105e régiment d’infanterie
1804
9e régiment de cuirassiers
Non si conoscono altre fonti relative alle truppe che stabilmente furono presenti nella fortezza sino al 1866.

### Fanteria
1866
- 20º reggimento di fanteria "Graf Tauentzien von Wittenberg" (3° brandeburghese)
- 29º reggimento di fanteria "von Horn“ (3° renano)
- 2. Thüringisches Infanterie-Regiment Nr. 32

1866–1871
- 19º reggimento di fanteria "von Courbiére" (2. posnano)
- 1. Kurhessisches Infanterie-Regiment Nr. 81

dal 1866
- 1. Nassauisches Infanterie-Regiment Nr. 87

1866–1870
- Ersatzbataillon Nr. 34
- Ersatzbataillon Nr. 73
- Landwehrbataillon Nr. 82
- 4. Magdeburgisches Infanterie-Regiment Nr. 67

1871–1897
- Infanterie-Regiment "Prinz Carl" (4. Großherzoglich Hessisches) Nr. 118

dal 1871
- 2. Nassauisches Infanterie-Regiment Nr. 88
- Infanterie-Leib-Regiment „Großherzogin“ (3. Großherzoglich Hessisches) Nr. 117

### Artiglieria
1866–1876
- 1. Kurhessisches Feldartillerie-Regiment Nr. 11

dal 1866
- Feldartillerie-Regiment „General-Feldzeugmeister“ (1. Brandenburgisches) Nr. 3

dal 1832
- Fußartillerie-Regiment „General-Feldzeugmeister“ (Brandenburgisches) Nr. 3

dal 1876
- Feldartillerie-Regiment „Oranien“ (1. Nassauisches) Nr. 27

dal 1900
- Feldartillerie-Regiment „Frankfurt“ (2. Nassauisches) Nr. 63

### Cavalleria
- Dragoner-Regiment „Freiherr von Manteuffel“ (Rheinisches) Nr. 5
- Husaren-Regiment „König Humbert von Italien“ (1. Kurhessisches) Nr. 13
- Magdeburgisches Dragoner-Regiment Nr. 6

### Pionieri e cacciatori
- Kurhessisches Pionier-Bataillon Nr. 11
- 1. Nassauisches Pionier-Bataillon Nr. 21
- 2. Nassauisches Pionier-Bataillon Nr. 25
- Pommersches Jäger-Bataillon Nr. 2 Fürst Bismarck

## Strutture della fortezza

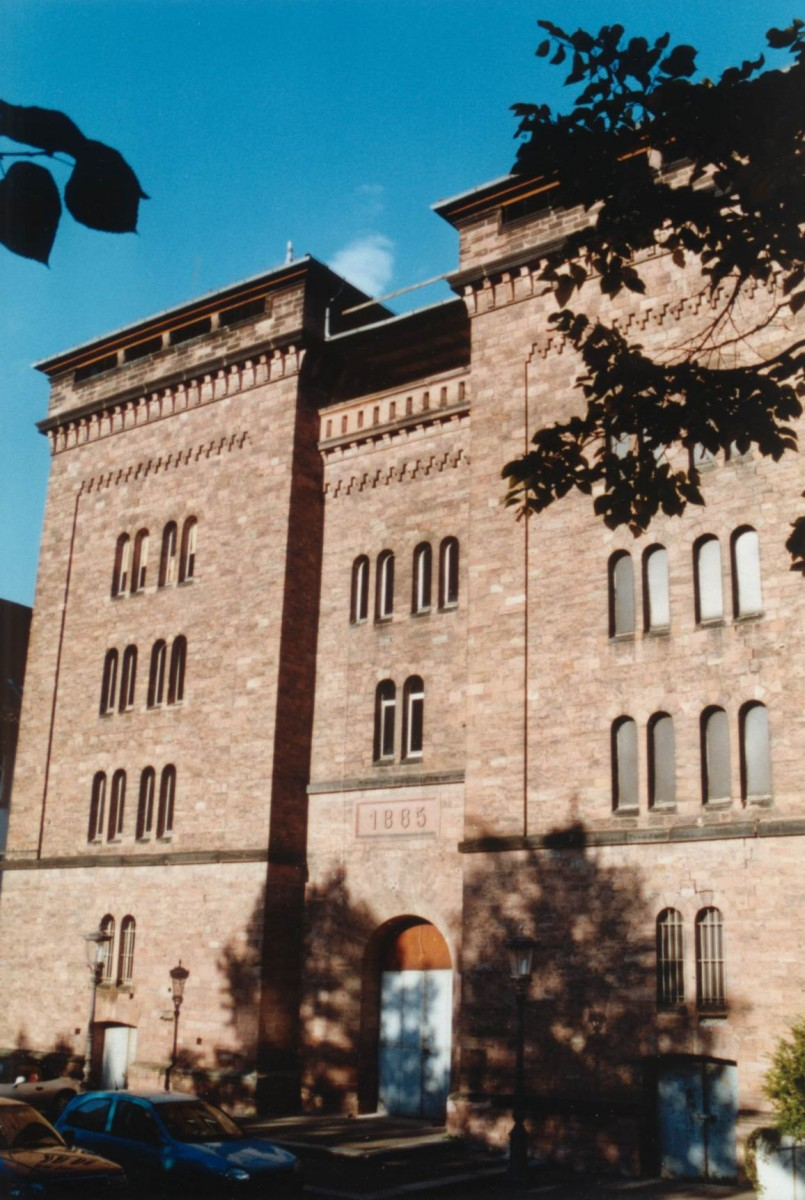
Il magazzino delle provviste della fortezza

- Bastione Alexander
- Bastione Martin
- Kasematte Bastion Franziskus
- Cittadella di Magonza
- Proviant-Magazin
- Mainz-Kasteler Reduit Kaserne
- Defensionskaserne
- Alexanderkaserne
- Gautor
- Bastione Alexander
- Gonsenheimer Tor
- Rheintore
- Forte Josef
- Forte Weisenau
- Forte Biehler
- Forte Malakoff
- Forte Stahlberg
- Forte Hauptstein [Forte Meunier]
- Forte Hartenberg [Forte Gibraltar]
- Bassenheimer Hof
- Osteiner Hof
- Martinsburg e Palazzo Elettorale
- Nuovo arsenale [Nouvel arsenal]
- Cavalier Prinz Holstein
- Caponniere at Feldbergplatz
- Rheinschanzen
- Forte Großherzog [Forte Montebello]
- Inundationsschanze [Pont-écluse]